# Plac Grunwaldzki w Warszawie
Plac Grunwaldzki – plac w dzielnicy Żoliborz w Warszawie.

## Opis
Nazwa placu została nadana uchwałą Rady Miejskiej Warszawy z dnia 27 września 1926.
Przy placu Grunwaldzkim zbiega się 5 ulic:
- al. Jana Pawła II
- al. Wojska Polskiego
- ul. księdza Jerzego Popiełuszki
- ul. Władysława Broniewskiego
- ul. Krystyny Matysiakówny

## Ważniejsze obiekty
- Pomnik Czynu Zbrojnego Polonii Amerykańskiej